# Jersey Village
Jersey Village è un centro abitato degli Stati Uniti d'America situato nella contea di Harris dello Stato del Texas.
La popolazione era di 7 620 abitanti al censimento del 2010. Fa parte dell'area metropolitana di Houston–The Woodlands–Sugar Land.

## Geografia fisica
Secondo lo United States Census Bureau, ha un'area totale di 3,42 mi² (8,85 km²), di cui 0,06 mi² (0,16 km²) d'acqua.

## Società

### Evoluzione demografica
Secondo il censimento del 2000, c'erano 6 880 abitanti, 2 840 nuclei familiari e 1 942 famiglie residenti nella città.